# Asaccus tangestanensis
Espèce
Asaccus tangestanensis est une espèce de geckos de la famille des Phyllodactylidae.

## Répartition
Cette espèce est endémique de la province de Bouchehr en Iran.

## Description
L'holotype de Asaccus tangestanensis, un mâle adulte, mesure 57,5 mm, queue non comprise. Cette dernière mesure, selon les individus, entre 60 et 65 mm.

## Étymologie
Son nom d'espèce, composé de tangestan et du suffixe latin -ensis, « qui vit dans, qui habite », lui a été donné en référence au lieu de sa découverte, le département de Tangestan.

## Publication originale
- Torki, Ahmadzadeh, Ilgaz, Avci & Kumlutas, 2011 : Description of four new Asaccus Dixon and Anderson, 1973 (Reptilia: Phyllodactylidae) from Iran and Turkey. Amphibia-Reptilia, vol. 32, no 2, p. 185-202 (texte intégral).